# Séverianes

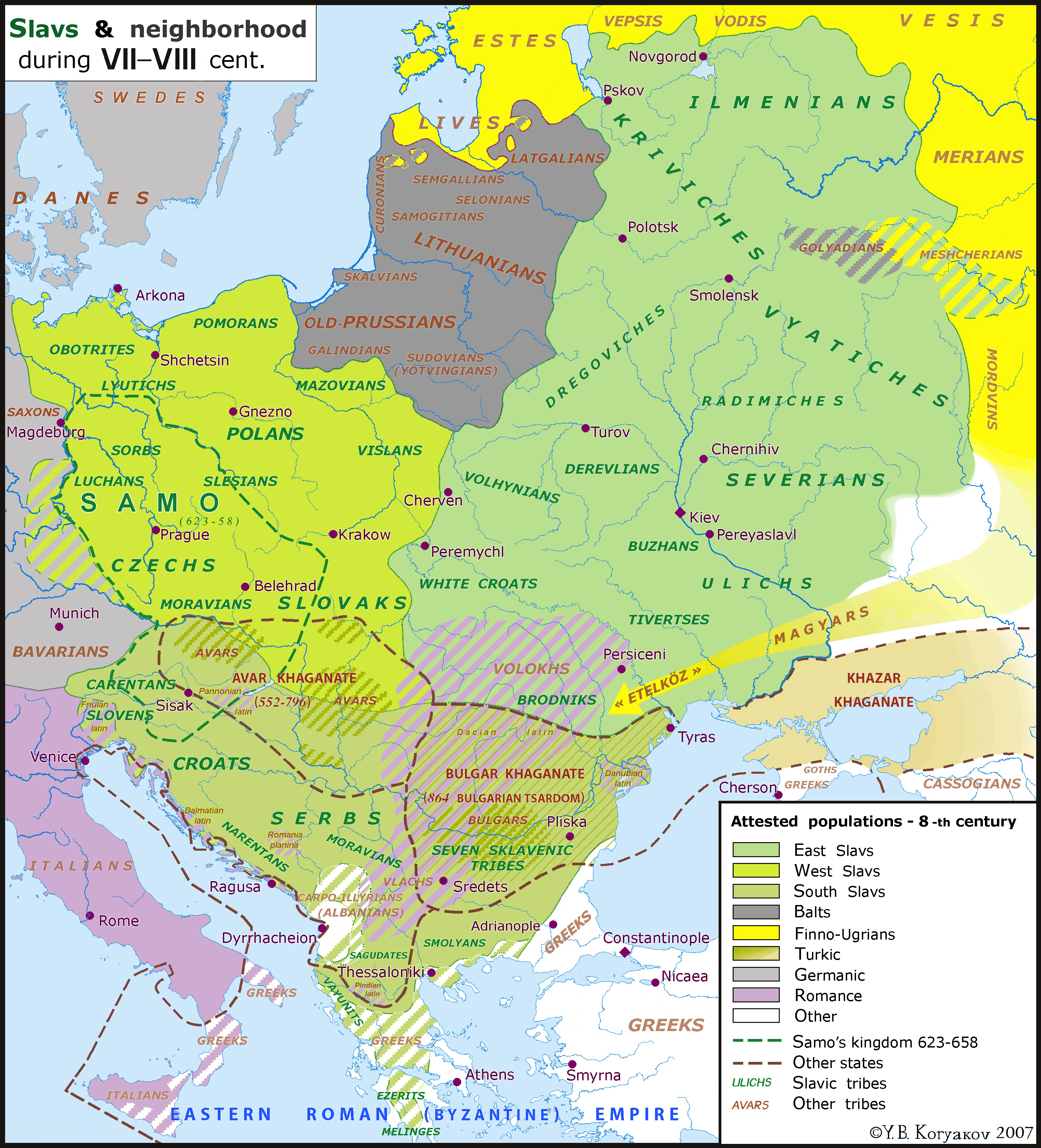
Implantation des Slaves au VIIIe siècle

Les Séverianes (Северяне) sont une peuplade des Slaves orientaux qui s'est installée entre le VIIIe siècle et le début du IXe siècle dans les territoires actuels des oblasts de Tchernigov, de Soumy, de Koursk et de Belgorod. Les Séverianes appartiennent, selon les archéologues, à la culture de Romny-Borchtchevo et à celle des Volhyniens entre le Dniepr et le Don.

## Étymologie
L'étymologie prête à confusion car la racine Sever (nord, en langue slave) s'applique à une peuplade qui n'est pas la plus septentrionale des peuplades slaves. Selon la version du professeur Sedov, le mot viendrait d'un ancien mot slave signifiant parents, ou alliés (étymologie du nom Serbe), selon une autre version le mot est à relier à celui de Sibérie, nom venant du peuple sabir mentionné dans les sources byzantines. Des hypothèses douteuses lui donnent une origine sarmate.

## Historique
Les Séverianes vivent entre le Don et le Dniepr dans des champs et des forêts, mais aussi dans les marécages de la Seïm, dans les bassins de la Desna, de la Vorskla. Leurs voisins immédiats sont les Viatitches à l'est, les Radimitches au nord, les Drevlianes et les Polianes à l'ouest.
Une certaine union des tribus séverianes existe entre le VIIIe siècle et le XIe siècle. Certains paient tribut aux Khazars, mais ils finissent tous par reconnaître l'autorité du prince Oleg le Sage en 882. Ils entrent avec les Polianes dans l'aire politique de la Russie kiévienne. Plus tard leur territoire, appelé Sévérie, fait partie de la principauté de Tchernigov.